# Нагородити (посмертно)
«Нагородити (посмертно)» (рос. «Наградить (посмертно)») — радянський героїко-пригодницький художній фільм 1986 року режисера Бориса Григор'єва.

## Сюжет
1945 рік. Розвідник Юрій Соснін, що вважався загиблим і нагороджений посмертно (Олександр Тимошкин), після виписки з госпіталю, починає працювати водієм. Дізнавшись, що він нічого не пам'ятає, злодійка «Льолька» ( Марина Яковлєва) видає себе за його сестру і втягує його в банду, придумуючи йому кримінальне минуле. Друг дитинства Юрія — Андрій Калашников (Євген Леонов-Гладишев), з яким вони разом були на фронті, впізнає у водії бандитів свого друга. Разом з полковником Архиповим (Михайло Жигалов) і професором Добровольським (Юрій Катін-Ярцев) він придумав, як повернути Сосніну пам'ять.

## У ролях
| Актор                 | Роль                                                 |
| --------------------- | ---------------------------------------------------- |
| Олександр Тимошкин    | Юрій Соснін                                          |
| Євген Леонов-Гладишев | Андрій Калашников (Леонід Белозорович — озвучування) |
| Марина Левтова        | Іра Алексєєва                                        |
| Георгій Юматов        | художник Кирило Сергійович                           |
| Марина Яковлєва       | злодійка «Льолька» Оля                               |
| Володимир Стеклов     | бандит «Скула» Іван Барабанов                        |
| Михайло Жигалов       | полковник міліції Архипов                            |
| Георгій Дрозд         | ватажок банди «Щербатий»                             |
| Юрій Катін-Ярцев      | професор медицини Добровольський                     |
| Віктор Шульгін        | директор банку                                       |
| Володимир Смирнов     | Олексій Павлович                                     |
| Ян Янакієв            | бандит по призвиську «Діамант» касир банку           |
| Олексій Локтєв        | бандит                                               |
| Костянтин Бердиков    | бандит                                               |
| Володимир Січкар      | бандит                                               |
| Іван Косих            | точильщик бандит                                     |
| Володимир Нікітін     | співробітник карного розшуку                         |
| Олександр Новиков     | лейтенант                                            |
| Борис Клюєв           | новий господар будинку Сосніних                      |
| Муза Крепкогорська    | жінка на поромі                                      |
| Інна Виходцева        | жінка з білизною                                     |
| Борис Григор'єв       | старий солдат на пароплаві                           |
| Ервін Кнаусмюллер     | німецький офіцер                                     |
| Володимир Епископосян | бородатий клієнт художника (немає в титрах)          |

## Знімальна група
- Режисер:  Борис Григор'єв
- Автор сценарію:  Сергій Александров
- Оператор:  Валерій Гінзбург
- Художник:  Ольга Кравченя
- Композитор:  Георгій Дмитрієв
- Звукорежисер: Дмитро Боголєпов